# Čuklić (Šipovo)
Pour les articles homonymes, voir Čuklić.
Čuklić (en serbe cyrillique : Чуклић) est un village de Bosnie-Herzégovine. Il est situé dans la municipalité de Šipovo et dans la république serbe de Bosnie. Selon les premiers résultats du recensement bosnien de 2013, il compte 64 habitants.

## Démographie

### Évolution historique de la population dans la localité
| 1948 | 1953 | 1961 | 1971 | 1981 | 1991 | 2013 |
| ---- | ---- | ---- | ---- | ---- | ---- | ---- |
| -    | -    | 498  | 419  | 293  | 179  | 64   |

|  |

### Répartition de la population par nationalités (1991)
En 1991, les 179 habitants du village étaient tous serbes.